# 张鹏 (五代)
张鹏（？—948年），镇州鼓城（今河北省晋州市）人，五代十国后唐、后晋、后汉将领、官员。
张鹏幼年出家为僧，知书，有口才，喜欢说大话，后还俗。唐末帝为潞王时，张鹏前去依附。末帝即位，张鹏担任供奉官，多次监军。后晋开运年间，契丹国兵临澶州，张鹏为前锋监押，奋身击敌，受伤而还。其后担任边城戍守，士兵服其勇敢。后汉乾祐初年，授镇州副使，过邺城，高行周接待他，张鹏提到后晋倾亡之事，说晋少帝任用失人，藩辅之臣，只是致力于积财富家，不以国家为意，以至宗社灭亡，不只是帝王的过错。高行周性情宽和，不以张鹏之言为意。张鹏走后，高行周左右对他说：“张副使之言，是讥讽令公啊。”高行周于是发怒，上奏张鹏怨国讹言。乾祐元年（948年）七月，朝廷降诏在镇州诛杀张鹏。